# Timur Żamaletdinow
Timur Abduraszytowicz Żamaletdinow (ros. Тимур Абдурашитович Жамалетдинов, ur. 21 maja 1997 w Moskwie) – rosyjski piłkarz narodowości kumyckiej występujący na pozycji napastnika w rosyjskim klubie SKA-Chabarowsk.

## Kariera klubowa
Wychowanek szkółki Lokomotiwu Moskwa, od 2014 w kadrach CSKA Moskwa. 9 kwietnia 2017 zadebiutował w Premier-Lidze w zremisowanym 1:1 meczu przeciwko FK Krasnodar. W sezonie 2017/18 w spotkaniu wyjazdowym z Amkarem Perm strzelił swojego pierwszego gola dla CSKA. 12 września 2017, w pierwszej rundzie fazy grupowej Ligi Mistrzów 2017/18, zdobył zwycięskiego gola przeciwko SL Benfica (2:1). W lipcu 2018 wywalczył z CSKA Superpuchar Rosji, wchodząc na boisko w 27. minucie dogrywki meczu finałowego z Lokomotiwem Moskwa (1:0).
W styczniu 2019 został na okres 6 miesięcy wypożyczony do Lecha Poznań. 20.04.2019 w meczu z Jagiellonią Białystok strzelił swoją pierwszą bramkę dla Lecha. W czerwcu 2019 wypożyczenie zostało przedłużone na kolejny sezon.
12 sierpnia 2020, przeniósł się do FK Ufa, na zasadzie wolnego transferu.

## Kariera reprezentacyjna
W 2016 rozegrał 2 spotkania w reprezentacji Rosji U-19. W 2017 występował w kadrze U-21.

## Życie prywatne
Urodził się w 1997 w Moskwie w rodzinie Kumyków z Dagestanu. Jego ojciec Zaur pochodzi z Chasawiurtu, natomiast matka Nuria z Machaczkały.

## Sukcesy
CSKA Moskwa
- Superpuchar Rosji: 2018